# Evergreen D-Klasse
Die Evergreen D-Klasse ist eine Baureihe von Containerschiffen. Alle Schiffe wurden zwischen 1997 und 1998 von der Werft Mitsubishi Heavy Industries für die taiwanische Reederei Evergreen Marine gebaut. Seit 2020 werden die Schiffe der Klasse verschrottet.

## Technische Daten und Ausstattung
Die Schiffe werden von einem Zwölfzylinder-Dieselmotor des Herstellers Sulzer (Typ: 12RTA84C-UG) mit 49.325 kW Leistung angetrieben. Der Motor, der von Mitsubishi Heavy Industries in Lizenz gebaut wurde, wirkt auf einen Propeller. Die Dienstgeschwindigkeit des Schiffes beträgt 25 kn. Das Schiff ist mit einem Bugstrahlruder ausgestattet.
Für die Stromversorgung an Bord stehen vier Dieselgeneratoren mit jeweils 1770 kW Leistung zur Verfügung.
Das Deckshaus befindet sich im Achterschiffsbereich nach etwas Dreiviertel der Schiffslänge. Das Schiff verfügt über neun mit Cellguides ausgerüstete Laderäume. Vor den Aufbauten befinden sich vierzehn 40-Fuß-Bays, hinter den Aufbauten weitere vier, wobei die hinterste Bay nur Deckscontainer aufnehmen kann. Für die unteren beiden Lagen befinden sich auch Cellguides an Deck. Das Schiff kann an Deck dreizehn Container nebeneinander (ab der zweiten Lage) und bis zu sechs Lagen übereinander laden. Vor Luke 1 befindet sich ein Wellenbrecher zum Schutz der Deckscontainer vor überkommendem Wasser.
Die Containerkapazität beträgt 4.211 TEU. Für Kühlcontainer sind 476 Anschlüsse vorhanden. Die Schiffe verfügen über kein eigenes Ladegeschirr.

## Die Schiffe
| Evergreen L-Klasse | Evergreen L-Klasse | Evergreen L-Klasse | Evergreen L-Klasse | Evergreen L-Klasse | Evergreen L-Klasse                     |
| Bauname            | Baunummer          | IMO-Nummer         | Ablieferung        | Auftraggeber       | Spätere Namen und Verbleib             |
| ------------------ | ------------------ | ------------------ | ------------------ | ------------------ | -------------------------------------- |
| Ever Dainty        |                    | 9134232            | 1997               |                    | so in Fahrt                            |
| Ever Decent        |                    | 9134244            | 1997               |                    | Decent (2020) → 2020 Abbruch in Alang  |
| Ever Dynamic       |                    | 9142198            | 1998               |                    | Dynamic (2020) → 2020 Abbruch in Alang |
| Ever Devote        |                    | 9134268            | 1998               |                    | so in Fahrt                            |
| Ever Delight       |                    | 9142162            | 1998               |                    | 2019 Abbruch in Alang                  |
| Ever Diadem        |                    | 9134270            | 1998               |                    | so in Fahrt                            |
| Ever Deluxe        |                    | 9134256            | 1998               |                    | Deluxe (2020) → 2020 Abbruch in Alang  |
| Ever Develop       |                    | 9142174            | 1998               |                    | 2020 Abbruch in Alang                  |
| Ever Divine        |                    | 9134282            | 1998               |                    | Divine (2020) → 2020 Abbruch in Alang  |
| Ever Diamond       |                    | 9142186            | 1998               |                    | 2020 Abbruch in Alang                  |